# Synarmadillo pallidus
Synarmadillo pallidus är en kräftdjursart som beskrevs av Arcangeli 1950. Synarmadillo pallidus ingår i släktet Synarmadillo och familjen Armadillidae. Inga underarter finns listade i Catalogue of Life.